# Yann Siccardi
Yann Siccardi (* 3. února 1986 v Monaku) je monacký zápasník–judista, pravidelný účastník Letních olympijských her kam je každé čtyři roky zván tripartitní komisí jako zástupce malého evropského státu. I přes tuto relativní jistotu účasti na velké sportovní akci pravidelně objíždí mezinárodní turnaje. Za svojí kariéru spolupracoval s několika francouzskými trenéry – Marcel Pietri, Thierry Dibert a další. V roce 2016 byl na olympijských hrách v Riu vlajkonošem monacké výpravy.